# Lorne MacFadyen
Lorne MacFadyen (Skye, 27 maggio 1990) è un attore britannico.

## Biografia
Nato e cresciuto sull'Isola di Skye, Lorne MacFadyen ha intrapreso la carriera di attore partecipando a numerose produzioni televisive e cinematografiche di successo. Nel 2021 è apparso nella serie drammatica della BBC One Vigil - Indagine a bordo, vincitrice di un Emmy.
Nel 2023 si è unito al cast della terza stagione della commedia romantica della BBC Starstruck - Colpita da una stella, interpretando Liam, il nuovo interesse amoroso della protagonista. Sempre nel 2023 ha recitato in due importanti produzioni per ITV: ha vestito i panni di Stuart Simpson, un ambiguo insegnante in una scuola femminile nella serie poliziesca Six Four, e di Tom Edwards, marito di una dottoressa coinvolta in un'indagine medica, nella serie thriller Malpractice. Nello stesso anno ha avuto un ruolo nella seconda stagione della serie The Lazarus Project su Sky Max.
Nel 2022 ha interpretato il sergente Robert Dearborn nel film sulla seconda guerra mondiale Operation Mincemeat, diretto da John Madden e basato sull'operazione di inganno militare che permise l'invasione alleata della Sicilia nel 1943. Nello stesso anno ha recitato nella serie Disney+ Pistol, diretta da Danny Boyle, interpretando Julien Temple. La serie, basata sui diari del chitarrista dei Sex Pistols Steve Jones, racconta l'ascesa e la caduta della celebre band punk negli anni '70.
MacFadyen è apparso in numerose altre produzioni televisive acclamate, tra cui Shetland (BBC), The Level (ITV) e The Liberator (Netflix). È stato un personaggio fisso nella seconda e terza stagione di Grantchester (ITV) e ha interpretato la leggenda del calcio Bobby Moore nella miniserie ITV Tina & Bobby. Sul grande schermo, ha recitato in film come The Little Stranger di Lenny Abrahamson e Outlaw King di David Mackenzie, dove ha interpretato Neil Bruce, fratello minore di Robert the Bruce.
Oltre alla recitazione, Lorne è il cantante e chitarrista principale della band Holy Fool.

## Filmografia

### Cinema
- A Cuillin Rising, regia di Catriona MacInnes – cortometraggio (2011)
- La parte degli angeli (The Angels' Share), regia di Ken Loach (2012)
- One Night in Sutherland Hill, regia di Robert McKillop – cortometraggio (2012)
- Foxy and Marina, regia di Zsolt Alapi – cortometraggio (2013)
- RSJ, regia di Jonathan Birch (2013)
- Exchange and Mart, regia di Cara Connolly e Martin Clark – cortometraggio (2014)
- Letter from an Old Boy, regia di Robert McKillop – cortometraggio (2014)
- The Little Stranger, regia di Lenny Abrahamson (2018)
- Outlaw King - Il re fuorilegge (Outlaw King), regia di David Mackenzie (2018)
- Operation Mincemeat, regia di John Madden (2021)

### Televisione
- Shetland – serie TV, 2 episodi (2014)
- West Skerra Light – film TV (2016)
- The Level – serie TV, 6 episodi (2016)
- Tina & Bobby – miniserie TV, 3 episodi (2017)
- Grantchester – serie TV, 11 episodi (2016-2017)
- The Liberator – miniserie TV, 1 episodio (2020)
- Vigil - Indagine a bordo (Vigil) – serie TV, 6 episodi (2021)
- Pistol – miniserie TV, 4 episodi (2022)
- Malpractice – serie TV, 5 episodi (2023)
- Six Four – serie TV, 3 episodi (2023)
- Starstruck - Colpita da una stella (Starstruck) – serie TV, 6 episodi (2023)
- Lazarus Project - Un piano misterioso (The Lazarus Project) – serie TV, 3 episodi (2023)